# شهرستان البرت (کلرادو)
شهرستان البرت، کلرادو (به انگلیسی: Elbert County, Colorado) یک سکونتگاه مسکونی در ایالات متحده آمریکا است که در کلرادو واقع شده‌است.

## خصوصیات
شهرستان البرت ۴٬۷۹۴٫۰۹ کیلومترمربع مساحت دارد.